# 松井大典
松井　大典（まつい　だいすけ、1968年5月14日 - ）は、日本のモデルである。岐阜県恵那郡明智町（現・恵那市）出身。HEADS所属。身長187cm。

## 略歴
高校時代はバスケットボールで全国大会に出場し、その後中央大学に進学する。大学卒業後は大手企業に就職する。
1994年、モデルをはじめて一か月で大阪のコレクションに出演。一年後東京に進出して、翌年単身でイタリアに渡航する。
1990年代後半から2000年前半は、日本人で初めてジョルジオ・アルマーニの一番手を飾るなど、ミラノコレクション、パリコレで数多くのファッションショーに出演する。
ミスユニバース岐阜大会の特別講師や、岐阜県恵那市の観光大使も務めた。

## CM出演
- トヨタ「カローラ・ランクス」
- NTTコミュニケーションズ「SAFETYPASS」
- 東京建物「Brillia Grande・みなとみらい」